# Al-Falaq
Al-Falaq  (arabe : سُورَةُ ٱلْفَلَقِ, français : L’Aube naissante) est le nom traditionnellement donné à la 113e sourate du Coran, le livre sacré de l'islam. Elle comporte 5 versets. Rédigée en arabe comme l'ensemble de l'œuvre religieuse, elle fut proclamée, selon la tradition musulmane, durant la période mecquoise.

## Origine du nom
Bien que ne faisant pas partie de la proclamation, la tradition musulmane a donné comme nom à cette sourate L’Aube naissante, en référence au contenu de son premier verset : "1. Dis : « Je cherche protection auprès du Seigneur de l'aube naissante [...] »".

## Historique
Il n'existe à ce jour pas de sources ou documents historiques permettant de s'assurer de l'ordre chronologique des sourates du Coran. Néanmoins selon une chronologie musulmane attribuée à Ǧaʿfar al-Ṣādiq (VIIIe siècle) et largement diffusée en 1924 sous l’autorité d’al-Azhar,, cette sourate occupe la 20e place. Elle aurait été proclamée pendant la période mecquoise, c'est-à-dire schématiquement durant la première partie de l'histoire de Mahomet avant de quitter La Mecque. Contestée dès le XIXe par des recherches universitaires, cette chronologie a été revue par Nöldeke,, pour qui cette sourate est la 46e.
Les sourates de la fin du Coran sont généralement considérées comme appartenant aux plus anciennes. Elles se caractérisent par des particularités propres. Elles sont brèves, semblent issues de proclamations oraculaires (ce qui ne signifie pas, pour autant, qu’elles en sont des enregistrements), elles contiennent de nombreux hapax...
Pour Nöldeke et Schwally, la quasi-totalité des sourates 69 à 114 sont de la première période mecquoise. Neuwirth les classe en quatre groupes supposés être chronologiques. Bien que reconnaissant leur ancienneté, certains auteurs refusent de les qualifier de « mecquoise », car cela présuppose un contexte et une version de la genèse du corpus coranique qui n’est pas tranchée. Cette approche est spéculative.
En effet, ces textes ne sont pas une simple transcription sténographique de proclamation mais sont des textes écrits, souvent opaques, possédant des strates de composition et des réécritures. Cela n’empêche pas ces sourates de fournir des éléments contextuels (comme l’attente d’une Fin des Temps imminente chez les partisans de Mahomet). Ces textes sont marqués par une forme de piété tributaire du christianisme oriental. 
Nöldeke et Schwally remarquait déjà au début du XXe siècle que cette sourate était difficilement classable. La majorité des chercheurs ont estimé que cette sourate était mecquoise. Ces réflexions qui reposent sur les données traditionnelles ne relevant pas de la réalité historique invitent à s’interroger sur l’insertion de cette sourate et de la suivante dans le corpus coranique.
Pour Neuwirth, les deux dernières sourates sont moins des sourates que des textes prophylactiques visant à protéger le Coran. Elles se distinguent des sourates tant par le genre de la prière que l’on retrouve avec la Fatiha que dans le non-respect du classement par taille des sourates. Pour Bell, ces deux sourates auraient été rajoutées par les éditeurs de la version finale du Coran. Les sources musulmanes anciennes semblent déjà montrées un désaccord quant à l’insertion de ces sourates dans le corpus coranique.

## Interprétations

### Versets 2-5: énonciation de maux
Ces versets listent les maux contre lesquelles ces sourates prémunissent. Ainsi, le verset 2 évoque le « mal qu’Il [Allah] a créés ». Cette traduction a posé des problèmes théologiques quant à la question de demander protection contre un mal dont Dieu est à l'origine. Une variante met ce verbe au passif, « constituant de fait une correction théologique qui perturbe cependant la rime ». Les islamologues ont préféré des traductions allant dans ce sens.
D’autres termes dont l’objet de débat dans ces versets. Ainsi, celles qui soufflent sur les cordes ont été réinterprétées a posteriori par les exégètes pour les intégrer à la vie de Mahomet. Cette interprétation est « dépourvue de tout fondement historique ». Il s’agit d’une incantation contre les sorcières en général.

Texte de la sourate (Coran datant de 1874)
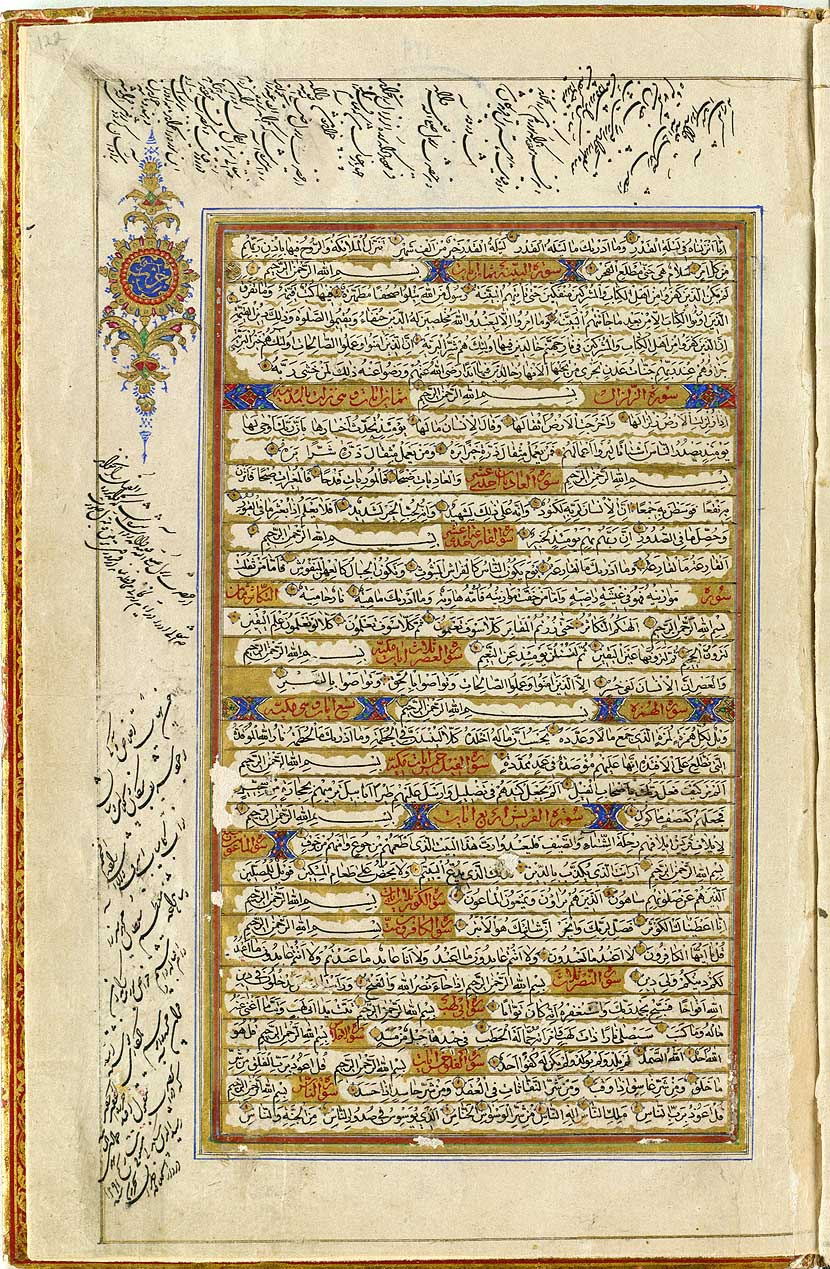